# Ferula euxina
Ferula euxina — вид квіткових рослин родини окружкових (Apiaceae).

## Біоморфологічна характеристика
Це багаторічна рослина.

## Поширення
Північний Кавказ, Україна.